# Bolbitis pandurifolia
Bolbitis pandurifolia là một loài thực vật có mạch trong họ Lomariopsidaceae. Loài này được (Hook.) C. Chr. mô tả khoa học đầu tiên năm 1934.